# Ленино (Балашовский район)
Ленино — село в Балашовском районе Саратовской области России в составе сельского поселения Соцземледельское муниципальное образование.

## География
Находится на расстоянии примерно 36 километров по прямой на северо-восток от районного центра города Балашов.

## История
Официальная дата основания 1828 год.

## Население
Постоянное население в 2002 году составило 133 человека (русские 93%), 107 — в 2010.